# ステファン・ユレク
ステファン・ユレク（Štefan Jurech、1898年6月9日 - 1945年2月4日）は、スロバキアの軍人。

## 経歴
1939年、スロバキア軍に入隊。1942年7月から1943年末まで第1スロバキア師団を指揮し、東部戦線のカフカース、ロストフ、クバンで戦った。
1944年8月、スロバキア民衆蜂起に参加し、蜂起軍の副司令官となった。蜂起鎮圧後、ゲシュタポにより逮捕され、強制収容所に収容。処刑。
| スタブアイコン | サブスタブ | この項目は、まだ閲覧者の調べものの参照としては役立たない、人物に関連した書きかけの項目です。この項目を加筆・訂正などしてくださる協力者を求めています（P:人物伝/PJ:人物伝）。 |